# Craig Roberts
Craig Haydn Roberts (Newport, Wales; 21 de enero de 1991) es un actor, guionista y director galés. Hizo el papel de Oliver Tate en la película Submarine, y el de un vampiro adolescente llamado Adam, en la serie Being Human y su spin-off Becoming Human.

## Biografía
Asistió a la Lewis School en Pengam. Tiene una hermana llamada Chelsea y dos medio hermanas, Natalee y Angharad.

## Carrera
Trabajó en la serie El joven Drácula como Robin Branaugh, el mejor amigo del protagonista Vladimir Drácula (Gerran Howell), emitida en Clan. Participó también en la serie  The Story of Tracy Beaker , donde interpretó a Río.
En 2010, fue Oliver Tate en la película Submarine, basada en la novela homónima de  Joe Dunthorne.
En 2011, interpretó el papel de John Reed en una adaptación de Jane Eyre. Trabajó en Red Lights, junto a Sigourney Weaver, Cillian Murphy y Robert De Niro, película española-estadounidense dirigida por el español Rodrigo Cortés.
En 2013, participó en el capítulo "Skins Fire", de la séptima temporada de Skins y en el video "Here with Me", de The Killers, dirigido por Tim Burton.
Ha trabajado junto al actor Nicholas Hoult en tres ocasiones, en las películas Kill your friends (2015), The Current War (2017) y Tolkien (2019).

## Filmografía
| Año       | Título                                        | Papel                       | Notas               |
| --------- | --------------------------------------------- | --------------------------- | ------------------- |
| 2000      | Care                                          | Craig                       | Película para TV    |
| 2003      | Little Pudding                                |                             | Película para TV    |
| 2004-2008 | The Story of Tracy Beaker                     | Rio                         | 35 episodios        |
| 2005      | Kiddo                                         | Jay                         |                     |
| 2005      | Casualty                                      | Darren Smith/Jordan Philpot | 2 episodios         |
| 2006      | Scratching                                    | Mike                        | Corto               |
| 2006-2008 | El joven Drácula                              | Robin Branagh               | 27 episodios        |
| 2010      | Submarine                                     | Oliver Tate                 |                     |
| 2011      | Being Human                                   | Adam                        | 2 episodios         |
| 2011      | Becoming Human                                | Adam                        |                     |
| 2011      | Jane Eyre                                     | John Reed                   |                     |
| 2012      | Red Lights                                    | Ben                         |                     |
| 2012      | The First Time                                | Simon Daldry                |                     |
| 2012      | Comes a Bright Day                            | Sam Smith                   |                     |
| 2013      | Skins                                         | Dominic                     | 2 episodios         |
| 2013      | Jolene: The Indie Folk Star                   | Benny                       |                     |
| 2013      | The Power Inside                              | Neil                        |                     |
| 2013      | The Double                                    | Detective                   |                     |
| 2014      | Neighbors                                     | Assjuice                    |                     |
| 2014      | 22 Jump Street                                | Spencer                     |                     |
| 2014      | Premature                                     | Stanley                     |                     |
|           | ALT                                           | Milo                        |                     |
| 2015      | Just Jim                                      | Jim                         |                     |
|           | Kill your friends                             |                             |                     |
| 2016      | The Fundamentals of Caring                    | Trevor                      |                     |
| 2017      | The Current War                               | Robert Lane                 |                     |
| 2019      | Tolkien                                       | Sam Hodges                  |                     |
| 2019      | Bittersweet Symphony                          | Bobby                       |                     |
| 2019      | Horrible Histories: The Movie – Rotten Romans | Emperador Neron             |                     |
| 2019      | Eternal Beauty                                |                             | Escritor y director |
| 2021      | The Phantom of the Open                       |                             | Director            |